# Fernando Garcia (Filmregisseur)
Fernando Garcia (* 22. Juli 1917 in Lissabon; † 24. Juli 2008 ebenda) war ein portugiesischer Filmregisseur und Filmkritiker.

## Leben
Garcia war Filmkritiker seit 1935. Er wurde leitender Angestellter der Produktionsfirma von António Lopes Ribeiro und war dazu Produktionsassistent bei verschiedenen Filmen, darunter Aniki Bóbó von Manoel de Oliveira, O Pátio das Cantigas von Ribeirinho, und bei Jorge Brum do Cantos João Ratão, in dem er auch einen seiner gelegentlichen Auftritte als Darsteller hatte.
1947 plante er seinen ersten eigen Spielfilm, der auch der erste Spielfilm Portugiesisch-Timors, der vergleichsweise wenig beachteten portugiesischen Kolonie in Südostasien werden sollte. Die Handlung war während des Zweiten Weltkriegs in der Zeit zwischen 1941 und 1945 angesiedelt. Das Projekt mit dem Arbeitstitel Tragédia em Timor (portugiesisch für: Tragödie in Timor) der Produktionsfirma Cineditora bereitete er mit umfangreichen Recherchen und der Nutzung rarer Originalaufnahmen der japanischen Invasoren der Schlacht um Timor 1942 vor, und das Drehbuch von Offizier Ferreira da Costa und Journalist Francisco de Paula Dutra Faria war entsprechend detailgenau, stand dabei aber mit seiner Geschichte weißer Siedler, die unter viel Leid der japanischen Invasion widerstehen, im Einklang mit der Propaganda des Estado-Novo-Regimes. Aus unbekannten Gründen wurde das Projekt dann nicht weiter verfolgt.
1949 verließ er schließlich die Produktionsfirma Ribeiros und drehte seinen ersten eigenen Film. Der halbdokumentarische Heróis do Mar („Helden der Meere“, die erste Zeile der Nationalhymne Portugals) ist eine Hommage an die portugiesischen Nordatlantik-Flotten, die die Versorgung des Landes mit Bacalhau (Stockfisch) sicherstellten. Mit Um Marido Solteiro („Ein lediger Gatte“) drehte er 1952 eine Komödie nach dem Erfolgsmuster des Portugiesischen Films der 30er und 40er Jahre, und 1954 filmte er mit Agora é que são Elas! („Jetzt sind sie dran!“) die erste nur mit Frauen besetzte Aufführung eines der damals beliebten portugiesischen Revue-Theaterstücke. O Cerro dos Enforcados („Verschluss der Erhängten“) war sein letzter Spielfilm, eine Verfilmung des Stückes O Defunto („Der Verstorbene“), von Eça de Queiroz. Danach drehte er verschiedene Dokumentarfilme, bevor er in den 1960er Jahren als Filmkritiker in eigenen Fernsehsendungen über Filmkunst und neue Filme berichtete. Zu der Zeit war er auch Präsident der Gewerkschaft der portugiesischen Filmschaffenden.

## Filmografie
- 1949: Heróis do Mar
- 1952: Paisagens de Portugal
- 1952: Um Marido Solteiro
- 1952: Deus os Fez
- 1954: O Cerro dos Enforcados
- 1954: Agora é que são Elas!
- 1956: Ar, Água e Luz
- 1956: A Ilha que Nasce do Mar
- 1957: Primitivos Portugueses
- 1957: Madeira
- 1962: As Mulheres E o Trabalho
- 1964: O Jogo do Pau